# Lorius (genre)
Pour les articles homonymes, voir Lorius.
Genre
Le genre Lorius regroupe six espèces de loris selon le Congrès ornithologique international.

## Liste des espèces
D'après la classification de référence (version 6.4, 2016) du COI (ordre phylogénique) :
- Lorius garrulus – Lori noira
- Lorius domicella – Lori des dames
- Lorius lory – Lori tricolore
- Lorius hypoinochrous – Lori à ventre violet
- Lorius albidinucha – Lori à nuque blanche
- Lorius chlorocercus – Lori à collier jaune

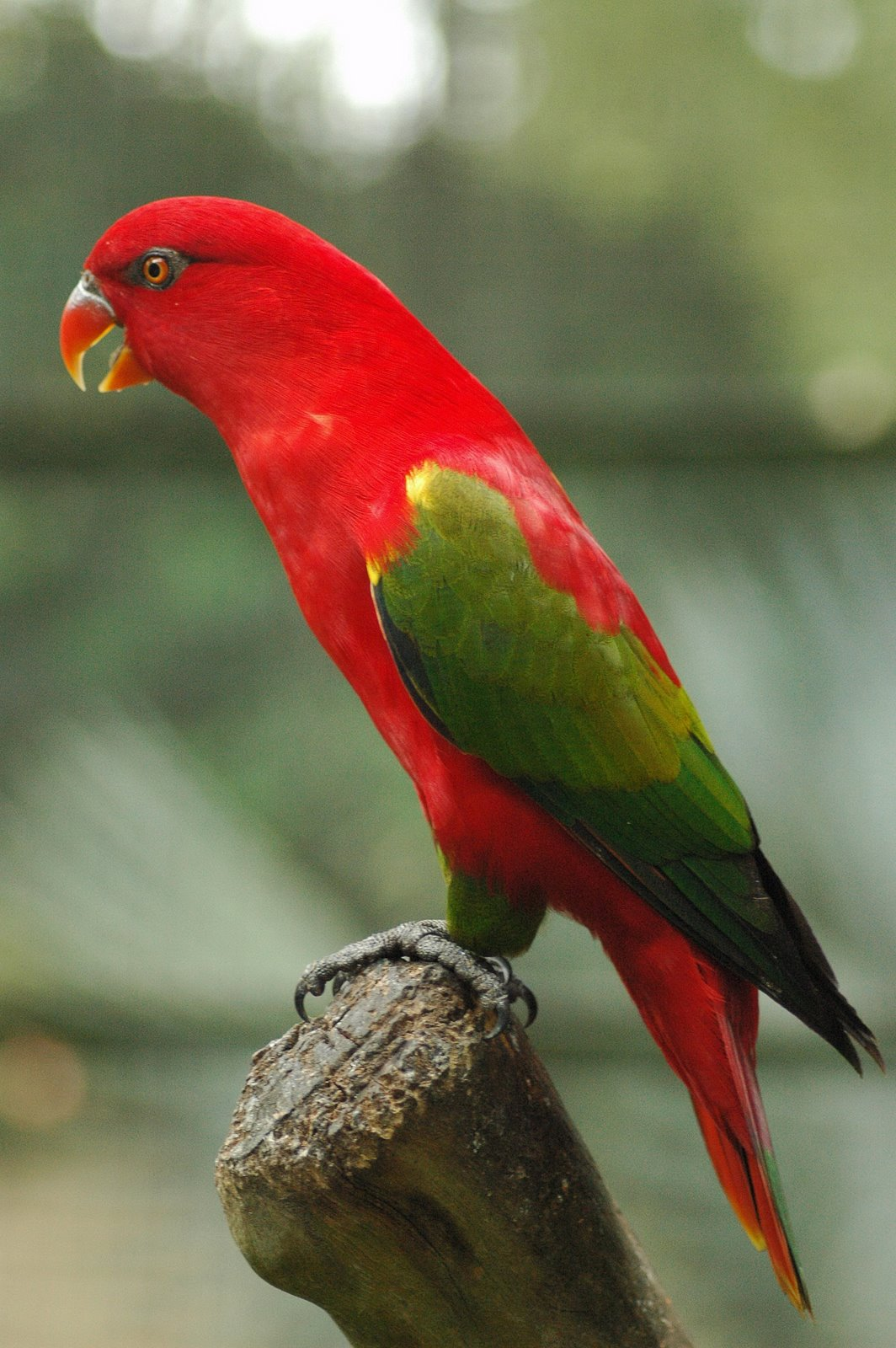
Lorius garrulus
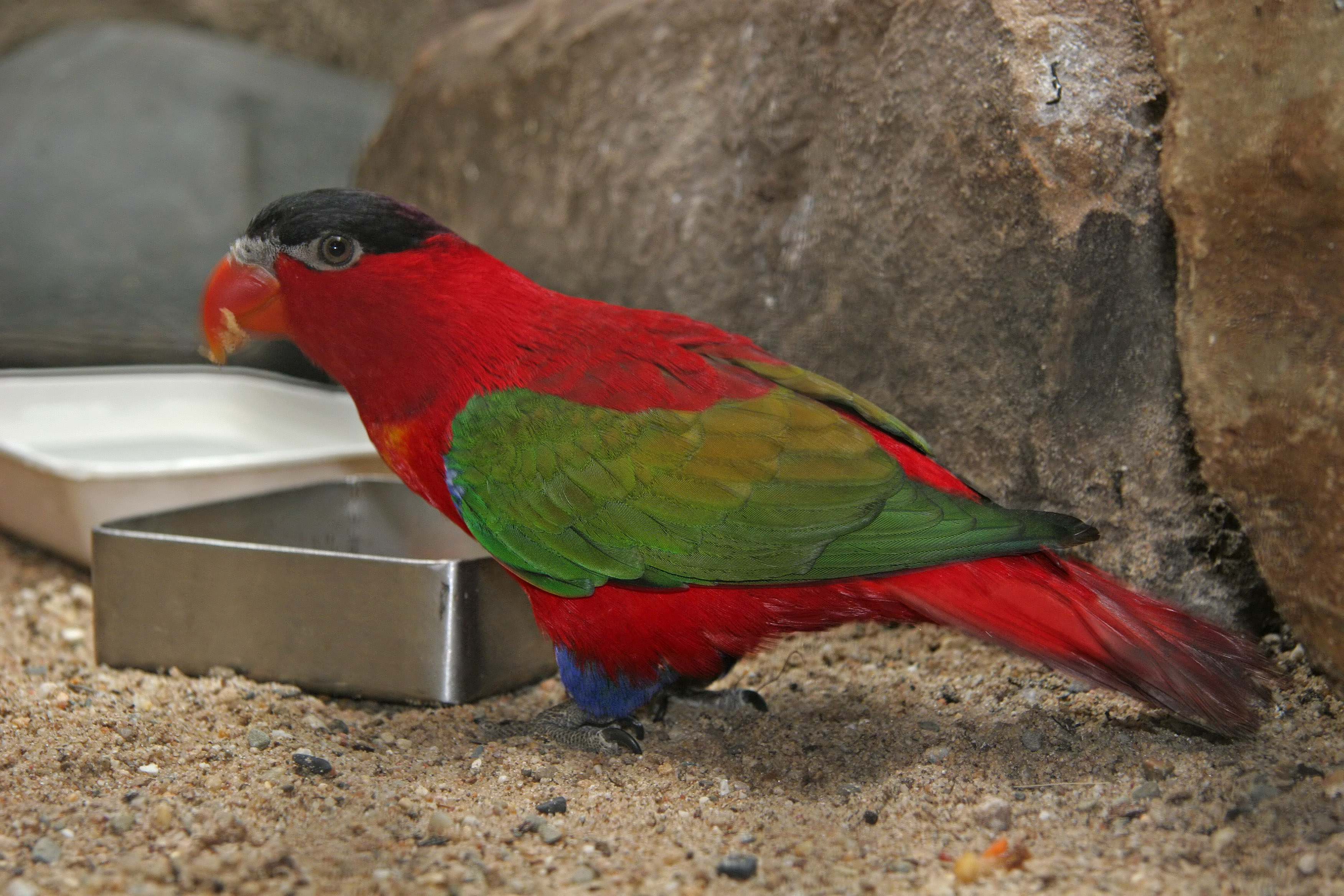
Lorius domicella
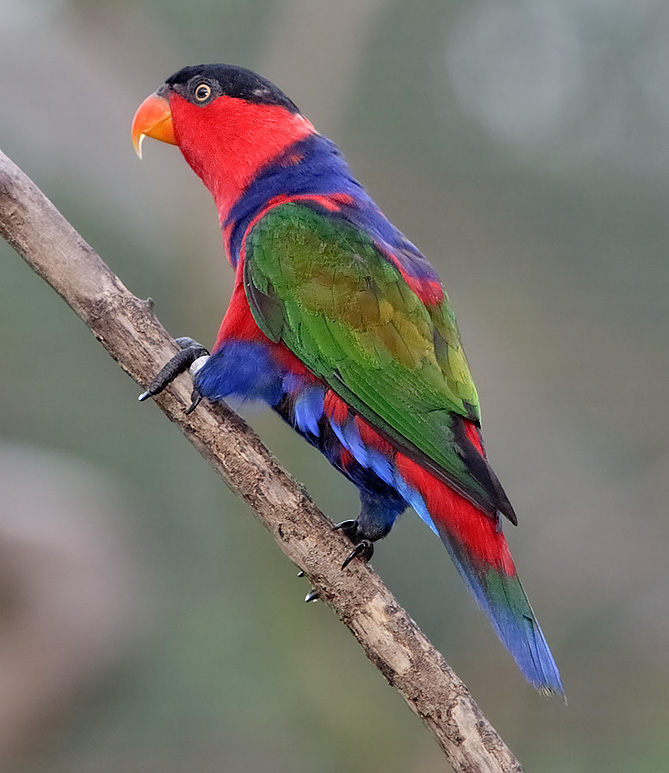
Lorius lory
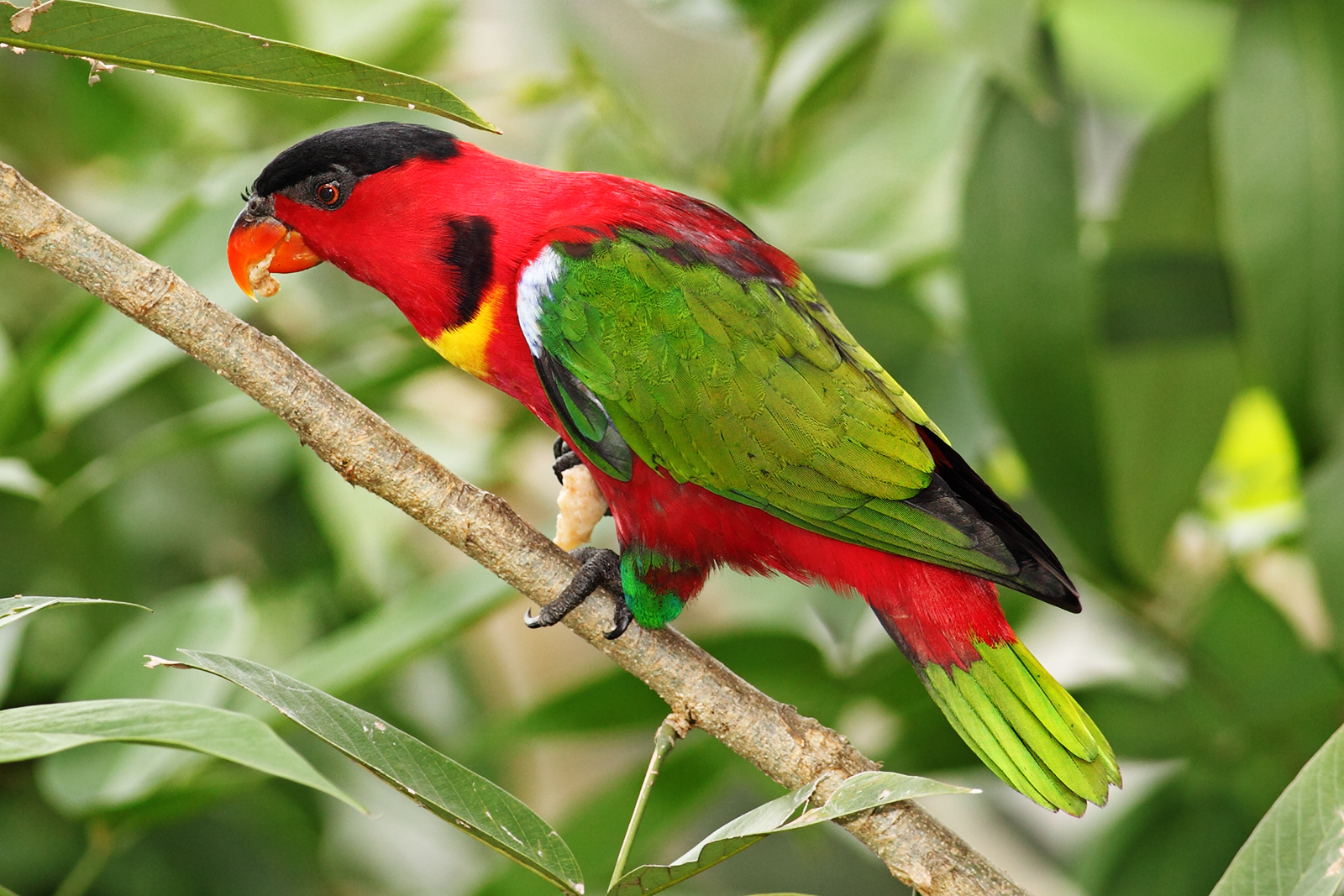
Lorius chlorocercus